# Desiree Cousteau
Desiree Cousteau (* 1956 in Savannah, Georgia als Deborah Clearbranch) ist eine ehemalige US-amerikanische Pornodarstellerin.
Desiree Cousteau war in den 1970er und 1980er Jahren aktiv. Ihre erste Begegnung mit dem Filmgeschäft hatte sie 1974, als sie in einer kleinen Rolle in Jonathan Demmes, von Roger Corman produzierten B-Film Caged Heat auftrat. Sie kam zum Pornofilm, indem sie von einem Agenten angesprochen und zu einem Casting überredet wurde.  Seitdem spielte sie laut eigenen Aussagen gerne vor der Kamera und mit den Begierden der Männer. Anders als viele ihrer Kolleginnen erreiche sie nach eigenen Angaben echte Orgasmen vor der Kamera. Cousteau – die von sich behauptete, eine entfernte Verwandte von Jacques Cousteau zu sein – galt als Ausnahmeerscheinung im Pornogeschäft.
1978 gewann Cousteau den AFAA Award als beste Darstellerin für Pretty Peaches. Bei den AVN Awards wurde sie (vor 2005) in die Hall of Fame aufgenommen, ebenso bei den XRCO Awards. Zu ihren bekanntesten Filmen gehören Baby-Face (1978), Pretty Peaches – Süße Früchtchen (Pretty Peaches, 1979) und die überdrehte Komödie Country-Pizza-Girls (Pizza Girls, We Deliver, 1978). Über ihr Leben nach ihrem Rückzug aus der Porno-Branche ist wenig Konkretes bekannt.